# Phantasmagoria II : Obsessions fatales
Phantasmagoria II : Obsessions fatales (Phantasmagoria: A Puzzle of Flesh) est la suite du jeu Phantasmagoria, proposant une histoire totalement différente du premier opus mais se situant dans le même univers que celui-ci.

## Synopsis
Curtis Craig est un homme d'une trentaine d'années qui travaille dans une entreprise high-tech appelée Wyntech. Un an plus tôt, il a été hospitalisé pour une crise psychiatrique. Tout allait bien jusqu'au jour où ses collègues de bureau sont retrouvés mutilés. Ces événements font replonger dans la folie Curtis Craig qui essaie de répondre aux nombreuses questions de son passé, tout en se questionnant au plus profond de lui sur son état mental.

## Détails techniques
Ce deuxième opus, également en FMV, comporte cinq CD-ROM.

## Thèmes abordés et censure
Phantasmagoria II est beaucoup plus violent et sexuellement explicite que son prédécesseur. Quatre scènes de sexe sont ainsi présentes au cours du jeu (dont une scène de bondage) et la sexualité de Curtis est un élément important de l'histoire. Pour la première fois dans l'histoire du jeu vidéo le personnage incarné n'est pas hétérosexuel mais bisexuel,. Cependant, seules des scènes de sexe entre un homme et une femme sont montrées à l'écran. De plus, bien que Trevor, le meilleur ami de Curtis, soit homosexuel, il n'est que parfois légèrement efféminé et non pas représenté de manière caricaturale, contrairement à l'habitude des jeux vidéo de l'époque.
La version sortie en Angleterre comporte quelques scènes alternatives tandis que deux scènes de morts violentes ont été censurées. En outre, le jeu fut banni à Singapour et en Australie.
Le jeu propose comme son prédécesseur de jouer en version censurée. Les plans censurés sont alors supprimés et les vidéos s'en trouvent écourtées. Cependant, le jeu reste très sanglant car la censure n'enlève que quelques plans du jeu.

## Distribution
- Paul Morgan Stetler : Curtis (Voix de Curtis : Philippe Roullier)
- Monique Parent : Jocilyn (Voix de Joss : Laurence Dourlens)
- Ragna Sigrun : Thérèse (Voix de Thérèse : Maïté Monceau)
- Paul Mitri : Trévor (Voix de Trévor : Tony Joudrier)
- Burt Bulos : L'Hécatombe (Voix de l'Hécatombe : Sylvain Lemarié)
- Cynthia Steele : Dr. Rikki Warburg (Voix du Dr. Harbourg : Christine Pâris)
- Warren Burton : Paul Warner (Voix de Warner : Jacques Bernard)
- Paul Joseph Standlee : Curtis enfant (Voix de Curtis enfant : Catherine Privat)
- V. Joy Lee : The Ratwoman (Voix de Ratounette : VI. Noël)
- Michael Taylor Donovan : Tom (Voix de Tom : Philippe Dumond)
- Don Berg : Bob (Voix de Bob : Gérard Boucaron)
- Regina Byrd Smith : Détective Powell (Voix du détective Powell : Colette Noël)
- Denise Loveday : Marianne Craig (Voix de Marianne Craig : Colette Noël)
- Todd Licea : Jonas Craig (Voix de Jonas : Richard Leblond)
- Jason Bortz : Max (Voix de Max : Yann Pichon)
- Michael Simms : Dr. Marek (Voix du Dr. Marek : Richard Leblond)
- Douglas Mace : Agent de sécurité
- Rosie : Blob

## Accueil
- Adventure Gamers : 2,5/5[7]
- PC Team : 90 %[8]

## À noter
- Phantasmagoria: A Puzzle of Flesh : titre anglais
- 幽魂 2 : titre Taïwannais
- Phantasmagoria: Um Enigma de Sangue : titre portugais
- Phantasmagoria : Obsessions fatales : titre français
- Phantasmagoria II: Labor des Grauens : Titre allemand
- Phantasmagoria 2 : titre informel

Au cours du jeu, il est fait allusion au premier opus via une pub que Curtis Craig trouve dans sa boîte aux lettres vantant une séance de dédicaces donnée par Adrienne Delaney (l’héroïne que l'on incarne dans le premier opus) pour son livre : Se remettre de la mort.